# فيكتوريا برات
فيكتوريا برات هي لاعبة كاراتيه وعارضة وممثلة كندية، ولدت في 18 ديسمبر 1970 في كندا.

## أعمال

### أفلام
- (2005) هاوس أوف ذا ديد 2

### مسلسلات
- اكذب علي
- التحقيق في موقع الجريمة
- شبح هامس
- كاسل
- كولد كيس
- هاواي فايف أو

## وصلات خارجية
- فيكتوريا برات على موقع IMDb (الإنجليزية)
- فيكتوريا برات على موقع ألو سيني (الفرنسية)
- فيكتوريا برات على موقع أول موفي (الإنجليزية)
- فيكتوريا برات على موقع إن إن دي بي (الإنجليزية)
- فيكتوريا برات على موقع قاعدة بيانات الفيلم (الإنجليزية)
- فيكتوريا برات على موقع كينوبويسك (الروسية)